# شپ
شپ (به انگلیسی: Shap) یک روستا و محله مدنی در بریتانیا است که در منطقه ادن واقع شده‌است. شپ ۱٬۲۶۴ نفر جمعیت دارد.